# مينرياد

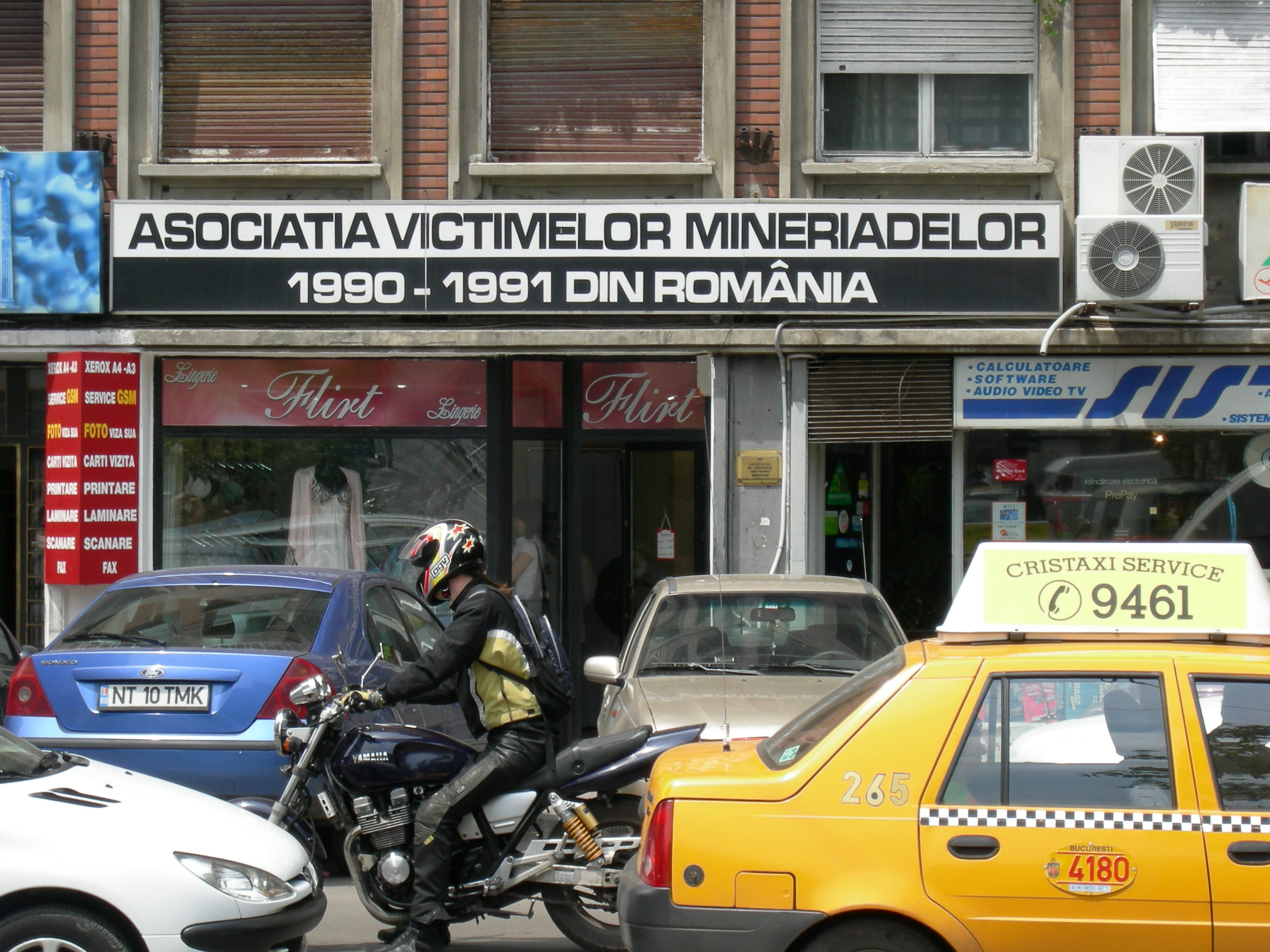

المِيـنِـرْيَادات (بالرومانية: Mineriadă) كانت سلسلة مظاهرات عنيفة شنّها عمال مناجم وادي جيو في تسعينيات القرن العشرين (1990-1991 خصوصًا). إذا استُعملت كلمة «مينرياد» وحدها، فالأغلب أن المقصود بها أعنف مظاهرة في السلسة، وهي مظاهرة 13–15 يونيو 1990. في التسعينيات كان لِعمال مناجم وادي جيو دور كبير في السياسة الرومانية، وعكست مظاهراتهم صراعات سياسية واجتماعية شهدتها رومانيا قبل الثورة.

## مينرياد يناير 1990

### 28 يناير
بعدما قررت «جبهة الإنقاذ الوطني» تحويل نفسها إلى حزب سياسي، اندلعت مظاهرة مضادة للشيوعية في ساحة فيكتوريا (Piața Victoriei) ببوخارست، مظاهرة نظمها «حزب القرويين القومي الديمقراطي المسيحي» و«الحزب الليبرالي القومي» مع أحزاب أصغر. وكان المخطط أن تكون المظاهرة سلمية، وقد كانت هكذا فعلًا في أولها، لكن المتظاهرين هاجموا مبنى البرلمان بعدئذ وطالبوا بتنحّي حزب جبهة الإنقاذ الوطني. من بعد هذا بدأت جبهة الإنقاذ الوطني محادثاتها مع الأحزاب المعارضة.

### 29 يناير
استقل العمال قطارات من المحطة الشمالية للسكك الحديدية (غارا دي نورد، بالرومانية: Gara de Nord) وغادروا إلى ديارهم، لكن ليس قبل أن يشكرهم الرئيس إيون إيليسكو على خدماتهم.

## مينرياد فبراير 1990
بعد أقل من شهر على مينرياد يناير، اندلع ببوخارست في 18 فبراير مظاهرة أخرى مضادة للشيوعية. وقد نادى المتظاهرون بالسلمية حينئذ أيضًا، لكن على رغم ذلك بدأ عدة أشخاص يقذفون مبنى الحكومة بالحجارة، فتدخّلت قوات الجيش وشرطة مكافحة الشغب لإعادة النظام، وهرع إلى بوخارست معهم في ذلك المساء 4,000 عامل منجم.
خمّنت المعارضة ووسائل الإعلام المستقلة أن المظاهرات تلاعبت بها الشرطة السرية الرومانية وجبهة الإنقاذ الوطني. وأصر عمال المناجم على براءتهم من العنف، زاعمين أن التحريض عليه كان من عملاء حكوميين تسربوا بين العمال على أنهم منهم.

## مينرياد يونيو 1990
استدعت السلطة –التي كانت منتخَبة حديثًا حينئذ– العمال من وادي جيو إلى بوخارست، لوضع حد لأعمال الشغب التي اندلعت في 13 يونيو 1990، أو –على حد قول الرئيس إيليسكو– «لحماية النظام الديمقراطي المحاصَر» وإعادة الديمقراطية والنظام إلى بوخارست. نقلت الحكومة آلاف العمال من وادي جيو إلى بوخارست لمواجهة التظاهرات، وفعلًا صارعوا الطلاب وغيرهم من المحتجين على مرأى من بقية رومانيا والعالم كله عبر البث التليفزيوني الحكومي.
استمرت التظاهرات شهرًا في ميدان الجامعة، للحصول على اعتراف رسمي بالمطلب الثامن من «إعلان تيميشوارا» الذي نص على وجوب منع الشيوعيين –حتى السابقين منهم، وهذا شمل الرئيس إيليسكو نفسه– من شغل أي منصب رسمي. استاء كثيرون –أغلبهم مثقفون– من حكومة إيليسكو الأولى التي كان أغلبها شيوعيين سابقين، لأنها كانت بطيئة الإصلاح جدًّا، هذا إن أصلحت شيئًا أصلًا. كان ثمة مظاهرة وإضراب عن الطعام منذ 20 مايو (يوم الانتخابات العامة)، حين غضب المتظاهرون من أن جبهة الإنقاذ الوطني التابعة لإيليسكو فازت بالانتخابات لمجرد أن المعارضة لم تملك فرصة لإطلاق حملة انتخابية فعالة، ومن أن السلطة صارت إلى الشيوعيين السابقين (لم يحدث هذا في أي من الدول التي كانت ضمن التكتل السوڤييتي إلا بلغاريا، إذ فاز الحزب الاشتراكي البلغاري بنسبة 52.7%). جنح بعض متظاهري ميدان الجامعة إلى العنف وهاجموا مقر الشرطة ومحطة التليفزيون الوطنية. وعندما فشلت الشرطة في التصدي للعنف، ناشد إيليسكو عمال المناجم في الدفاع عن البلد. وبالفعل نقلت قطارات خاصة نحو 10,000 عامل إلى العاصمة، حيث عنّفوا كل من رأوه معارضًا للحكومة.
في المينرياد الثالث مات 7 أشخاص وجُرح أكثر من ألف، وفق الأرقام الرسمية. لكن زعمت صحيفة «رومانيا ليبيرا» المعارِضة أن أكثر من 40 جثة دُفنت يوم 29 يونيو 1990 في مقبرة جماعية قرب بوخارست. حامت شائعات ونظريات مؤامرة حول أصل المينرياد وتطوراته، ورأى بعض الناس أنْ كان لرئاسة رومانيا ومخابراتها يد فيه. لاحقًا أُجريت تحقيقات برلمانية حول احتمالية ضلوع المخابرات، وقد ساهمت هذه التحقيقات في نقصان ثقة العوامّ في مخابرات ما بعد تشاوتشيسكو، فقد كشفت أن العمال «انضم إليهم فعلًا رجال أمن كانوا يعملون في الشرطة السرية الرومانية»، وأنهم حرضوا العمال وساعدوهم يومَين على مواجهاتهم العنيفة ضد المحتجين وغيرهم من المستهدَفين.

## مينرياد سبتمبر 1991

### 24 سبتمبر
في 24 سبتمبر 1991 أضرب عمال مناجم وادي جيو إضرابًا عامًّا، وطالبوا رئيس الوزراء بيتري رومان بالحضور إلى بيتروشاني للإصغاء إلى مشكلاتهم. هدد ميرون كوزما (رئيس نقابة العمال) المندوبين الحكوميين بانطلاق العمال إلى بوخارست بأعداد غفيرة ما لم تُحل المشكلات في أقرب وقت ممكن. وقعت أول حادثة عنف في بيتروشاني، إذ اقتحموا دار البلدية وهاجموا أيونيل بوتورواغا (البريفيكتوس الفرعي) وبينون كوستيناش (مدير إدارة النفط المستقِلة). ثم حصل تخريب في محطة السكك الحديدية في المدينة نفسها، بعدما طلبوا قطارات تنقلهم إلى بوخارست ورُفض طلبهم.

### 25 سبتمبر
في نحو العاشرة من صباح 25 سبتمبر وصل عمال مناجم وادي جيو إلى محطة باناسا بعدة قطارات استقلوها بعد عنف وحرق. وعندما علم الرئيس إيون إيليسكو ورئيس الوزراء باتجاه العمال إلى العاصمة، حاولوا مرارًا الحيلولة بينهم وبينهم بلوغ غايتهم، لكن بلا جدوى. توقف العمال بقيادة ميرون كوزما في ميدان فيكتوريا، مطالبِين بلقاء رئيس الوزراء بيتري روماني، لكنه لم يستجب، فطالبوا باستقالته، قبل أن ينجح وفد منهم في لقائه ونقاشه. قال كورنيل توميسكو (كان رئيس قطاع بالأمانة الحكومية العامة) أن العمال عند وصولهم إلى ميدان فيكتوريا كانوا سلميين «جالسين في هدوء، بلا شعارات ضد الحكومة أو الرئيس». لكن جنديًّا في القصر ألقى قنبلة مسيلة للدموع على تجمُّع العمال، فزاد النفوس تأجُّجًا، وبدأ العنف والهجوم على المبنى الحكومي، وحينئذ أُخرج المسؤولون منه. في المساء توجه العمال بقيادة كوزما إلى التليفزيون الروماني وميدان الجامعة، وزاروا قصر كُتروتشيني لمناقشة الرئيس في شروط انسحابهم. طلب كوزما إقالة رئيس الوزراء مقابل تهدئة العاصمة.

### 26 سبتمبر
في 26 سبتمبر هاجم عمال المناجم مبنى الحكومة بقوات جديدة، مطالِبين بإقالتها، ومعتقِدين أن موقفهم سيتحسن بذلك. وأُجريت نقاشات خاصة، وهدد كوزما بأن إقالة رئيس الوزراء إن لم تُعلن في الساعة 12:00 مساءً فسيَجلب 40,000 عامل من بيبيرا، ملوِّحًا ببطاقة الحرب الأهلية. وفعلًا في تمام تلك الساعة خرج ألكساندرو بارلدانو (رئيس مجلس الشيوخ) على التليفزيون الرسمي معلنًا إقالة الحكومة الرومانية. وطلب رئيس النقابة من العمال الانصراف إلى ديارهم بعدما استُجيب إلى مطالبهم. لكن تطورت الأحداث تطورًا غير متوقع. ففي عصر ذلك اليوم اقتحم العمال قاعة مجلس النواب مطالِبين باستقالة الرئيس إيليسكو وتنفيذ جميع مطالبهم التي نزَلوا بوخارست من أجلها. لكنهم هدَؤوا في الآخر وعادوا إلى وادي جيو بعدما وُعدوا بتنفيذ مطالبهم. وبعد يومين وقّع كوزما والرئيس إيليسكو بيانًا وضَع حدًّا للمينرياد الرابع.

## الأسباب
اندلع المينرياد الرابع بإضراب العمال العام، ولم يكن له في البداية أهداف سياسية؛ كل ما طلبوه كان تحسين الخبز والحصول على السلامي بلا صويا. وكان يمكن الاستجابة لهذا المطلب بسهولة في البداية، من غير عودة العمال إلى بوخارست.